# Tarsocera southeyae
Tarsocera southeyae är en fjärilsart som beskrevs av Dickson 1969. Tarsocera southeyae ingår i släktet Tarsocera och familjen praktfjärilar. Inga underarter finns listade i Catalogue of Life.